# Трновски пјешадијски батаљон
Трновски пјешадијски батаљон је била формација Војске Републике Српске у саставу Сарајевско-романијског корпуса.

## Историјат
Трновски одред ТО формиран је по истом моделу као и остале јединице СРК чији су организатори били Кризни штабови који су успостављени крајем 1991. и почетком 1992. године у свим српским општинама, на простору Сарајевско-романијске регије. Због реалне опасности која се надвијала над српским становништвом, које је било у мањини на просторима четвороугла између планина: Јахорине, Трескавице, Бјелашнице и Игмана, већ почетком 1992. године, у Трнову, варошици удаљеној око 25 км од Сарајева СДС је формирала Кризни штаб, који је био носилац цјелокупног живота и рада на просторима српске општине Трново. Према инструкцији Главног
одбора СДС о Цивилној заштити српског становништва, по узору на јединице ТО БиХ, у српском дијелу општине Трново, у српским дијеловима општине формиране су најприје такозване сеоске страже, а од њих постепено мање територијалне јединице нивоа вода и мање пјешадијске.
Формално, ове разбацане јединице по цијелој територији српске општине Трново сачињавале су трновски одред ТО, који је у то вријеме бројао око 4ЗО бораца. Први сукоб између припадника још увијек јединствене Полицијске станице у Трнову и муслиманских паравојних јединица догодио се 21. априла 1992. године. Тога дана, враћајући се из правца Делијаша, послије пораза у борбама са српским територијалцима код фочанске Јабуке, кроз Трново је прошло теретно моторно возило и упутило се према селу Годињи. На самом излазу из Трнова зауставила га је мјешовита патрола полиције с намјером да провјери шта је садржај терета на каросерији возила. У првом моменту возач камиона није хтио да се заустави него је додао гас и продужио вожњу према селу Годињи. Патрола полиције кренула је у потјеру за њим и
веома брзо га пресрела и зауставила. Приликом покушаја да се прегледа терет који се превози са каросерије је отворена ватра из аутоматског наоружања на патролу полиције, том приликом су погинула три припадника полиције: два муслимана и један Србин. Један припадник полицијске патроле српске националности спасио се бацивши се иза некаквог потпорног зида. Муслиманска паравојна јединица која је извршила овај злочин раздвојила се и упутила према муслиманским селима Турови и Годиња успут насумично отварајући ватру по српским кућама иза пилане. Возач је камионом побјегао према Делијашу, а у Трнову је дошло до велике узнемирености становништва. Истражујући како је дошло до овог оружаног сукоба, Срби су сазнали да је организатор пребацивања ове муслиманске паравојне јединице био Едхем Годињак, замјеник командира полицијске станице Трново, због чега је дошло до подјеле Полицијске станице на српски и муслимански дио. Поред овог инцидента, који је покренуо читав низ мањих и већих инцидената који ће се
од тада па све до првог ослобађања Трнова 30. маја 1992. године дешавати на овим просторима највећи проблем српском народу био је прекид комуникације према Сарајеву. Наиме, муслиманске паравојне јединице су почетком априла мјесеца поставиле барикаду код бране, испод села Граб, и у потпуности контролисале сва кретања између Сарајева и Трнова. Након инцидента, који је за посљедицу имао подјелу полицијске станице на српски и муслимански дио, саобраћај је потпуно прекинут а муслиманске паравојне јединице су од тада почеле отворено да убијају Србе гдје год им се за то указала прилика. Док су се у Трнову и околини дешавали крвави инциденти и прекид саобраћаја комуникацијом: Сарајево-Трново, Команда новоуспостављеног СРК више није имала неког значајнијег утицаја на тамошња збивања. Једино је успијевала радио и телефонским везама одржавати какву-такву комуникацију. Тако је у оквиру општих промјена које су наступиле одласком ЈНА на простор СР Југославије, новоуспостављени СРК наредио да се дотадашњи одред ТО Трново
преформира у Трновски пјешадијски батаљон. Овај батаљон није припојен Тактичкој групи "Фоча" са којом је имао физичку везу, него СРК, са којим је та веза била прекинута. Да би спријечила даљи терор српског народа на простору српске општине Трново, Команда Тактичке групе "Дрина" у сарадњи са Командом Херцеговачког корпуса организовала је напад и 30. маја 1992. године и ову варошицу и један дио српских села у њезиној непосредној околини ослободила од терора муслиманских паравојних јединица. Како није било никакве координације са Командом СРК па тада није извршено спајање ова два корпуса и успостављање јединствене територије између Сарајевско-романијске регије и Херцеговине. Била је ово добра прилика да се ослободе сва српска села у трновској котлини и успостави чврста веза између двије
регије, али није реализована. Од тада почињу велики проблеми за српско становништво које је остало у селима око Трнова као што су: Ледићи, Десеци, Пендичићи, Барице, Лисовићи, Маџари, Иловице и Граб на чије је становништво било изложено терору.
Срби из подјахоринских села: Загор, Гукавац и Забојска успјели су побјећи према општини Пале, а из села Граба и Иловица и према Палама и према Трнову. Овакво стање потрајало је до 30. јула 1992. године када су муслиманске јединице ТО и Патриотске лиге организовале свеобухватан напад на слободну трновску територију и у току дводневних борби потпуно овладале цјелокупном територијом општине Трново. Трновски батаљон се у тим борбама буквално распао, а борци су се заједно са народом повлачили према Добром пољу, Калиновику и Фочи. Велики број тих бораца напустио је Републику Српску и отишао да тражи уточиште у СР Југославију, а један број је остао и прикључио се 3. калиновачкој лпбр. Након другог ослобођења Трнова, у операцији "Лукавац" 11. јула 1993. године и након дјелимичног повратка српског становништва на простор општине Трново од расутог људства бившег трновског батаљона по другим јединицама и дијела повратника поново је 17. августа 1993. године формиран трновски пјешадијски батаљон, овога пута као 3. пјешадијски батаљон  у 2. сарајевској лакој пјешадијској бригади. Команда бригаде му је додијелила рејон за одбрану на лијевом крилу бригаде, од искључно западних обронака планине Трескавице, преко јаворске косе до села Ракитнице. На овом дијелу ратишта није било неких значајнијих борбених дејстава све до муслиманске јесење офанзиве 1994. године. Тај период обиљежен је покушајима да се спријечи пролазак извиђачких и диверзантских група у зону одговорности СРК и пролазак група које су преносиле муницију и наоружање из правца Игмана према блокираном Горажду. Уз свесрдну помоћ јединица УНПРОФОР-а, које су их пуштале да несметано користе демилитаризовани простор између линија раздвајања, ове групе су имале значајног успјеха у својим активностима. Један такав догађај забиљежен је када је добро организована диверзантско-терористичка група у рану зору 6. октобра 1994. године упала на Командно мјесто 3. пјешадијског батаљона (Трновског) на Чаклама и убила 21 борца и старјешину. Јесен 1994. године на трновском дијелу бојишта обиљежила је велика јесења офанзива АРБиХ на положаје јединица СРК на међупростору између планина Бјелашнице и Трескавице. У тим борбама 2. сарајевска лака пјешадијска бригада претрпила је велике губитке и у људству и у борбеној техници, самим тим и трновски пјешадијски батаљон. У том периоду скоро свакодневних борби, ради помоћи јединицама на линији одбране и ради враћања претходно изгубљене територије Команда СРК ангажовала је све могуће расположиве резерве, а и Главни штаб ВРС је на испомоћ упућивао јединице из других корпуса. У овим борбама велику пожртвованост испољио је Јуришни одред СРК. Одред је формиран на Нишићкој висоравни од бораца из свих бригада СРК, а постројавање и смотра одреда извршена је 10. септембра 1994. године. Овај одред је на трновском дијелу ратишта остао све до 31. децембра 1994. године, када су се борци вратили у своје јединице. У борбама које су вођене до половине децембра мјесеца трновски пјешадијски батаљон одржавао се на линији: од села Мочевића до објекта Шиљак, али је на лијевом крилу трновског батаљона у рејону Проскока и Дејчића попустила одбрана јединице из српског Горажда и трновски батаљон се морао извући на нову линију одбране: Доња Пресјеница - Умчани - кањон ријеке Бијеле. Општа карактеристика ових борбених дејстава била је да су јединице које су на испомоћ долазиле изван СРК, па и једног дијела самог корпуса, олако напуштале борбене положаје, односно нису испољиле потребну дозу упорности у одбрани положаја. Ово се вишеструко лоше одражавало на јединице чији су ово били матични рејони одбране. Управо из ових разлога трновски пјешадијски батаљон, послије претрпљених губитака у одбрани положаја по други пут је доживио велико осипање људства, па је од остатака преформиран у једну пјешадијску чету. Та чета је пребачена у 4. пјешадијски батаљон 1. сарајевске механизоване бригаде и добила је рејон одговорности на десном крилу батаљона од кањона ријеке Бијела до објекта Стоивице.
Ова чета је на овом положају остала све до 16. јуна 1995. године, када је под притиском снага АР БиХ, у непријатељској нападној операцији "ТЕКБИР" заједно са осталим јединицама на
линији од Доње Пресјенице до Кукова на западним обронцима планине Трескавице, напустила рејон одбране и упутила се према Трнову. Био је ово критичан дан у свеукупној одбрани трновске котлине и комуникације: Сарајево-Трново-Калиновик-Фоча. Управо преко овог дијела, одакле се повукла трновска чета, јединице АР БиХ су прошле, заузеле дио Лучевика и пресјекле пут између села Маџара и Иловица. У борбама за спречавање даљег продора непријатеља и у враћању изгубљених положаја нарочито се истакао 4. извиђачко-диверзантски одред СРК на челу са својим командантом Срђаном Кнежевићем, који је у сусретној борби одбацио непријатеља од самог пута, а затим у контранападу; иако неупоредиво малобројнији, повратио објекат Лучевик одбацивши непријатеља назад према кањону ријеке Бијеле. Овај херојски подухват мале али заиста добре и убојите јединице омогућио је Команди СРК да ангажовањем јединица са других дијелова бојишта и пристиглих јединица изван свог састава поново успостави линију одбране и одбрани Трново и ову изузетно важну комуникацију. Тај дан био је прекретница на ратишту у српску корист. Трновска чета је поново прикупљена и сада је добила рејон за одбрану на лијевом крилу 4. пб 1. смбр од села Миља до ријеке Жељезнице. На овој линији трновска чета је остала до самог завршетка рата. Командно мјесто Трновског пјеmадијског батаљона до 30. јула 1992. године било је у Трно- ву; а од новог формирања 1993. године до диверзије 6. октобра 1994. године на Чаклама.
Команданти Трновског пјешадијског батаљона били су:
- Мајор Данило Голијанин,
- Капетан Ристо Анђић,
- Мајор Милош Жмукић,
- Поручник Славо Павловић и
- Од почетка 1995. године командир Трновске чете био је војник Винко Бјелица.

У евиденцији СРК води се 59 погинулих бораца из ове јединице, међутим, овај број је вишеструко већи јер ее дио погинулих бораца овог батаљона води у евиденцијама других јединица ВРС.